# Club Deportivo Carmen Mora de Encalada
El Club Deportivo Carmen Mora de Encalada fue un antiguo equipo de fútbol profesional del cantón Pasaje, Provincia de El Oro, Ecuador. Fue fundado en 1971 por los estudiantes y profesores del Colegio Carmen Mora de Encalada del cantón Pasaje auspiciado por la importante familia Encalada y cuyo nombre pertenecía a la matrona de la familia; dirigido por el rector por ese entonces, el profesor Carlos Falquez Batallas, el más importante personaje político y deportivo de esa provincia, en los últimos cuarenta años, fue legislador en tres veces, prefecto de El Oro en el periodo 1992-1996 y alcalde de Machala en el periodo 2005-2014. Luego de seis años el club cambió su nombre a Bonita Banana Fútbol Club en 1977.

## Palmarés

### Torneos nacionales
| Competición            | Títulos | Subcampeonatos |
| ---------------------- | ------- | -------------- |
| Serie B de Ecuador (1) | 1976-I. |                |

### Torneos provinciales
| Competición                     | Títulos | Subcampeonatos |
| ------------------------------- | ------- | -------------- |
| Segunda Categoría de El Oro (1) | 1973.   |                |

- Datos: Q5773696